# Tulasnella allantospora
Tulasnella allantospora är en svampart som beskrevs av Wakef. & A. Pearson 1923. Tulasnella allantospora ingår i släktet Tulasnella och familjen Tulasnellaceae.  Arten är reproducerande i Sverige. Inga underarter finns listade i Catalogue of Life.